# Филмограф (часопис)
Филмограф је култни филмски магазин који је излазио у Београду од 1976. до 1989. године. Издавало га је Удружење филмских и телевизијских радника СР Србије. Излазио је тромесечно. Петнаест година по гашењу часописа Удружење филмских уметника Србије поново га је покренуло. али под новим насловом - Нови филмограф.

## Историја
Часопис Филмограф је био српски и југословенски филмски часопис који је издавало Удружење филмских радника Србије уз сарадњу са Друштвом филмских радника СР Хрватске, Удружењем филмских радника САП Војводине, потписницима тада „самоуправног споразума“ о издавању Филмографа (Авала филм, Авала про-филм, Центар филм, Дунав филм, Инеx филм и Звезда филм). Од 1976. до 1989. године часопис је излазио под окриљем Института за филм у Београду. Уредници часописа су били Божидар Зечевић и Предраг Голубовић. Стари Филмограф је био јединствен и значајан часопис јер, као једини такве врсте у то доба, тежиште није стављао на естетичку проблематику филма, већ на стручно и документарно обрађивање питања рада и организације домаће кинематографије. Такође, часопис је доносио исцрпни календар филмских догађаја у земљи и иностранству, извештаје са домаћих и иностраних филмских фестивала, критике домаћих и нешто ређе, страних филмова, рецензије домаћих филмолошких књига и часописа, написе о савременом филму, технологији, о филмском аматеризму, телевизији итд. Излазио је од 1976. до 1989. године и у том периоду изашло је укупно 45 бројева.
После петнаестогодишње паузе у излажењу, Удружење филмских уметника Србије је у јесен 2005. године обновило излажење Филмографа под новим насловом - Нови филмограф. За главног и одговорног уредника именован је Божидар Зечевић, а за директора часописа Жарко Драгојевић.

## Концепција часописа
Филмограф је био јединствен и значајан часопис јер, као једини такве врсте у то доба, тежиште није стављао на естетичку проблематику филма, већ на стручно и документарно обрађивање питања рада и организације домаће кинематографије. Такође, часопис је доносио исцрпни календар филмских догађаја у земљи и иностранству, извештаје са домаћих и иностраних филмских фестивала, критике домаћих и нешто ређе, страних филмова, рецензије домаћих филмолошких књига и часописа, написе о савременом филму, технологији, о филмском аматеризму, телевизији итд. Излазио је од 1976. до 1989. године и у том периоду изашло је укупно 45 бројева.

## Занимљивости
За насловну страну првог броја Филмографа 1976. године одабран је зидани синемаскоп екран у некада веома популарној биоскопској башти у Брегалничкој улици на Звездари. Биоскоп је већ тада био затворен, а синемаскоп зарастао у коров. Занимљиво је да је на првом броју Новог филмографа исти тај синемаскоп, али онакав како је изгледао 2005.године, када је покренут нови часопис.